# Dynastar
Dynastar — французский производитель лыж и сопутствующей экипировки, является дочерней структурой группы Rossignol, однако имеет собственную линейку продукции. Использует в качестве штатных общие для всей группы Rossignol крепления Look. Бренд для ботинок Lange — тоже из числа брендов Rossignol. Бренд для лыжных палок — Kerma. Основное производство лыж находится в Салланше (Франция).
Фирма основана в 1963 году. Изначально называлась Les Plastiques Synthétiques и выпускала лыжи Starflex. Новое название возникло в 1964 году после начала сотрудничества с Dynamic как смешение названий Starflex и Dynamic. Объединённая в 1964 компания получала название Dynastar. Компания была поглощена Rossignol в 1967 году.
Лыжи Dynastar используют такие знаменитые лыжники, как Жюльен Лизеру и Элена Фанкини. Марка присутствует в рейтинге FIS, составляемом для производителей экипировки по результатам выступления поддерживаемых ими лыжников на Кубке Мира.